# June Christy
June Christy, (geboren als Shirley Luster) (Springfield (Illinois), 20 november 1925 – Sherman Oaks, 21 juni 1990) was een Amerikaanse jazzzangeres, die actief was in de cooljazz. Ze werd bekend door haar werk bij het orkest van Stan Kenton en haar succesvolle album Something Cool. Jazzauteur Richard Cook noemde haar "een van de beste en meest veronachtzaamde vocalisten van haar tijd."

## Biografie

### Vroege jaren
Shirley Luster groeide op in Decatur, Illinois, waar ze op haar dertiende begon te zingen in het orkest van Bill Oetzel. Ook zong ze in andere lokale bands. Na haar highschool-tijd verhuisde ze naar Chicago, veranderde haar naam in Sharon Leslie en werd zangeres in de groep van Boyd Raeburn. Met Raeburn zong ze voor het eerst voor de radio. Later ging ze werken bij de band van Benny Strong. Ze werkte hierna in verschillende nachtclubs in de stad, tot ze auditie deed bij Stan Kenton.

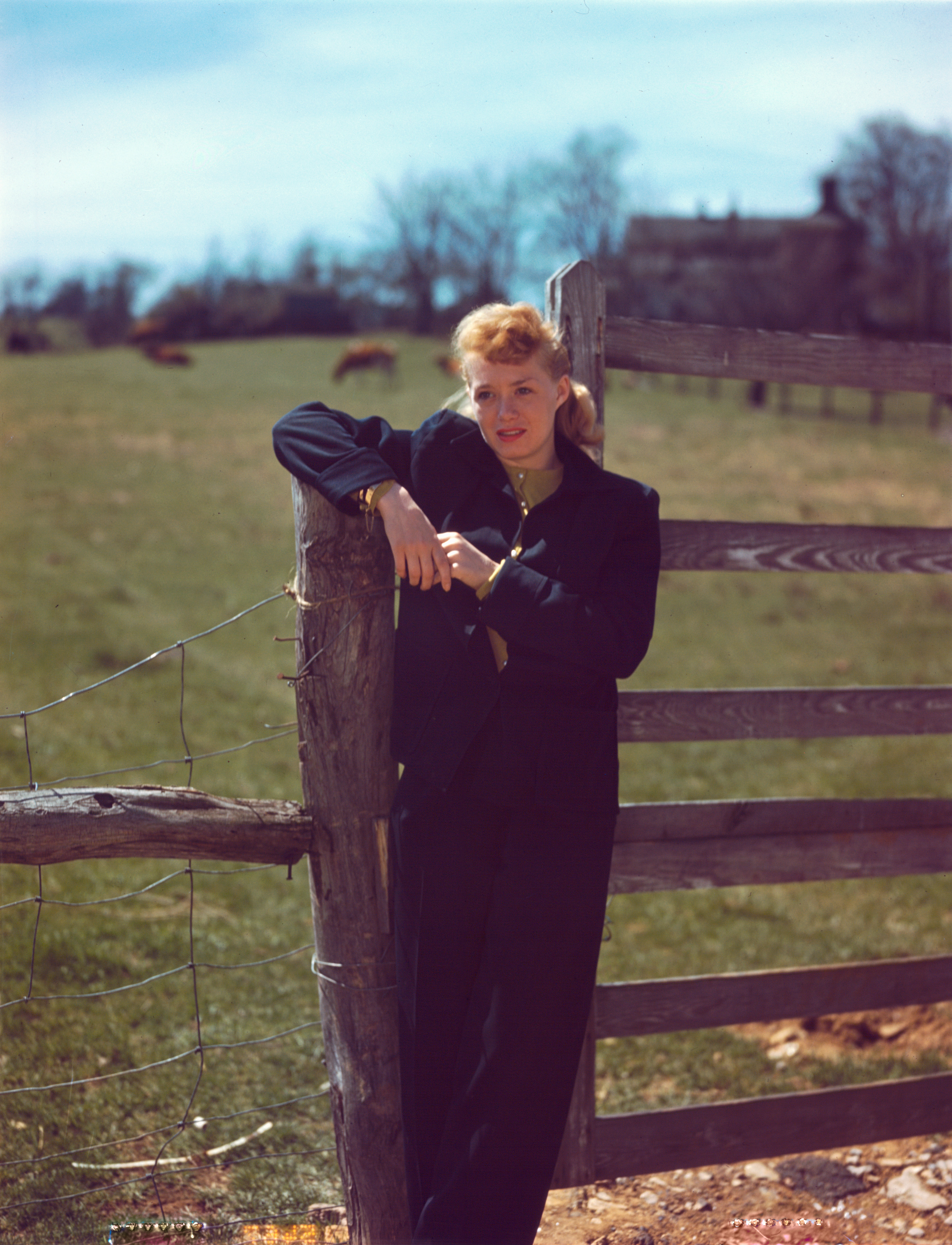
June Christy, circa 1947 (foto W. Gottlieb)

### De Stan Kenton-jaren
In 1945 hoorde de zangeres dat Anita O'Day Stan Kentons orkest had verlaten. Ze deed met succes auditie en zong in de jaren erna onder haar nieuwe artiestennaam June Christy op allerlei hitsingles en albums van het orkest. Hiernaast had de zangeres een even succesvolle solocarrière.
Haar stem leverde Kenton enkele grote hits op, zoals 'Shoo Fly Pie and Apple Pan Dowdy', de millionseller 'Tampico' (Kentons grootste hit, 1945) en 'How High the Moon'. Nadat de Kenton Band er in 1948 (tijdelijk) mee stopte, werkte ze aan haar solocarrière en zong ze enige tijd in nachtclubs, maar twee jaar later ging ze weer voor de band zingen. Christy was gastzangeres op Kenton's albums Artistry in Rhythm (1946), Encores (1947), Innovations in Modern Music (1950), Stan Kenton Presents (1950), Stan Kenton Classics (Capitol Records, 1944-47 [1952]) en The Kenton Era (Capitol, 1940-54, [1955]). In 1951 stopte ze met haar werk voor Kenton, maar ze heeft daarna nog wel met het orkest getourd. In 1953 reisde ze met de band in Europa en in 1959 toerde ze in Amerika met Kenton's Road Show, een programma met Kenton, Christy en The Four Freshmen.

### Solocarrière
In 1947 maakte ze met musici uit Kentons band een solosingle, 'Skip Rope', uitgekomen op Capitol. In diezelfde tijd huwde ze een van Kentons muzikanten, de saxofonist Bob Cooper. Ze trad op in clubs, waarbij ze begeleid werd door Johnny Guarnieri en het trio van Nat King Cole. Aan het eind van de jaren veertig won ze regelmatig de polls en was ze een van de sterren van Capitol. Voor dit label maakte ze tot halverwege de jaren zestig platen. Het belangrijkste en meest succesvolle album was 'Something Cool'.

### Something Cool
Het album werd in 1953 opgenomen met een orkest van arrangeur en bandleider Pete Rugolo, een groep die bestond uit bekende jazzmusici uit Los Angeles die nu geassocieerd worden met West Coast jazz en cooljazz, zoals Russ Freeman, Conte Candoli, Shorty Rogers en Bud Shank. Ook haar man Bob Cooper speelde mee. Het album verscheen in 1954 en kwam in de jaren erna uit in verschillende formats en uitvoeringen. De plaat was zo succesvol, dat Christy de nummers in 1960 opnieuw opnam, maar nu in stereo. Het was het enige album waar ze echt blij mee was, of in ieder geval tevreden: het was volgens haar 'het enige dat ik opgenomen heb, waar ik niet ongelukkig over ben'. De plaat betekende het begin van de vocale cooljazz-stroming in de jaren vijftig. Het album was ook in commercieel opzicht succesvol: het haalde de Top 20-lijst, evenals overigens haar derde plaat, The Misty Miss Christy. Bij de opnames van de albums na 'Something Cool' werkte Christy eveneens met Pete Rugolo en met de musici slaagden ze erin de gebaande paden te vermijden

### Televisie

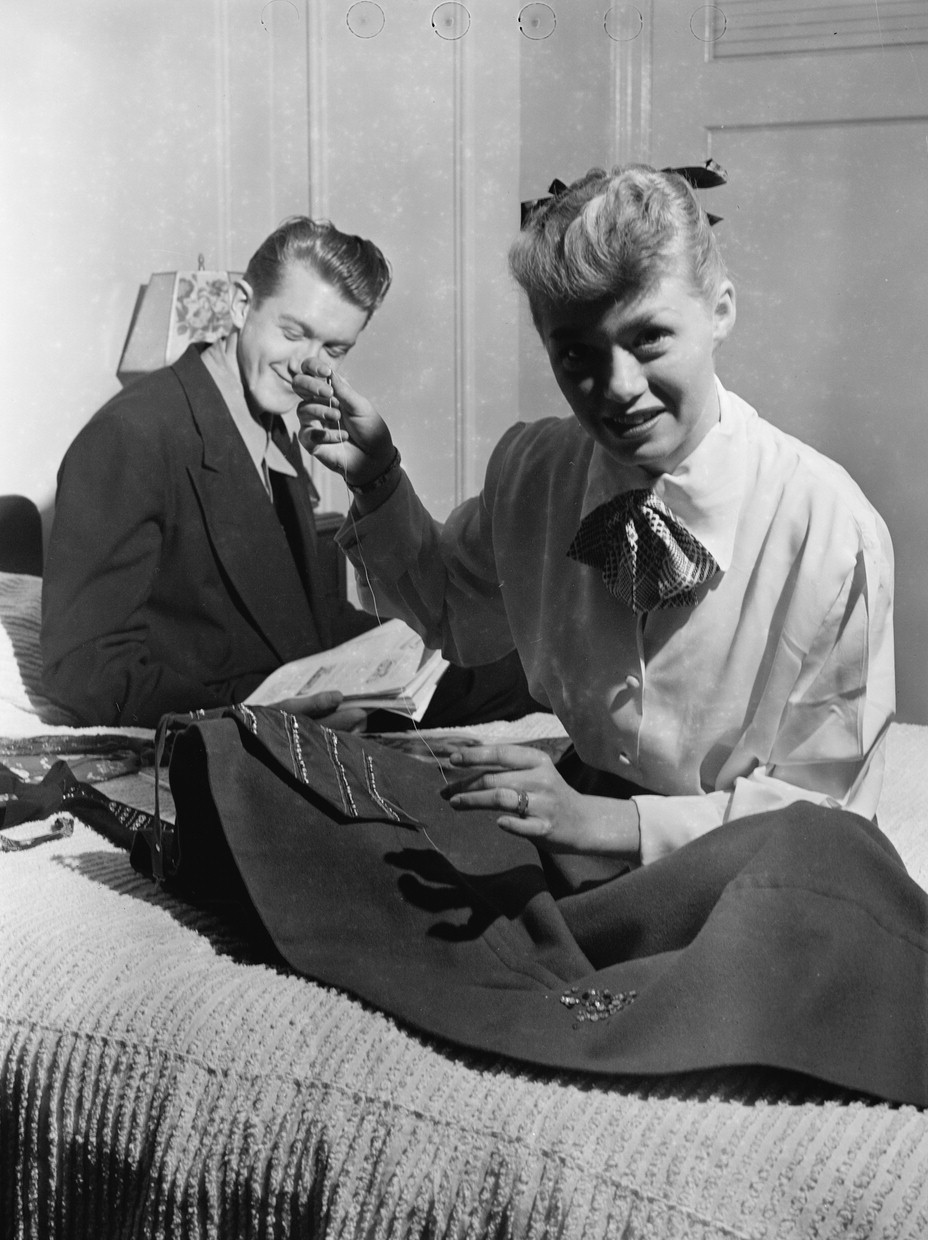
Bob Cooper en June Christy, ca. 1947

In de jaren vijftig en zestig trad Christy op in enkele televisieprogramma's, waaronder Adventures in Jazz (1949), Eddie Condon's Floor Show (1949), The Jackie Gleason Show (1953), The Tonight Show (1955), The Nat King Cole Show (1957), Stars of Jazz (1958), The Steve Allen Show (1959), The Lively Ones (1963) en The Joey Bishop Show (1967). Ze verscheen ook op het eerste gesponsorde jazzconcert op tv, The Timex All-Star Jazz Show I (30 december 1957), naast Louis Armstrong, Carmen McRae, Duke Ellington en Gene Krupa.
Christy maakte ook tournees in Europa, Zuid-Afrika, Australië en Japan. In 1957 en 1958 toerde ze met de Britse bandleider Ted Heath in Amerika. Begin jaren zestig besloot ze met het reizen te stoppen, omdat het haar huwelijk schaadde.

### Latere jaren en overlijden
Christy trok zich in 1969 nagenoeg terug uit de showbusiness, deels vanwege haar strijd tegen haar alcoholisme.
In 1972 zong ze op het Newport Jazz Festival in New York, waar ze herenigd werd met het Kenton Orchestra. Ze trad tevens op tijdens enkele jazzfestivals in de jaren zeventig en tachtig
In 1977 nam ze haar laatste solo-plaat op, Impromptu. Haar laatste tour was in 1988, met onder anderen Shorty Rogers. Het laatste optreden was met trompettist Chet Baker.
Christy overleed in haar huis in Sherman Oaks (Californië) aan de gevolgen van nierfalen. Ze werd gecremeerd en haar as werd verstrooid bij de kust van Marina Del Rey.

## Discografie

### Albums
| Uitgekomen | Album | Label & nummer            |
| ---------- | --- | ------------------------- |
| 1947       | Artistry in Rhythm - Stan Kenton & His Orchestra (78 toeren-album- 4 platen)                                                            | Capitol Records BD-39     |
| 1950       | Day Dream (78 toeren-album- 4 platen)                                                                                                   | Capitol Records CC-126    |
| 1953       | Get Happy | Capitol Records EAP 1-148 |
| 1953       | The Swinging Chicks (10" album) | Camay Records             |
| 1954       | Something Cool (10" LP) | Capitol Records H 516     |
| 1955       | Duet | Capitol Records T-656     |
| 1955       | Something Cool (12" LP) | Capitol Records T-516     |
| 1956       | The Misty Miss Christy | Capitol Records T 725     |
| 1957       | Fair and Warmer! | Capitol Records T 833     |
| 1957       | Gone for the Day | Capitol Records T 902     |
| 1958       | This Is June Christy | Capitol Records T1006     |
| 1958       | June's Got Rhythm | Capitol Records S/T1076   |
| 1958       | The Song Is June! | Capitol Records S/T1114   |
| 1959       | Recalls Those Kenton Days | Capitol Records S/T1202   |
| 1959       | Ballads for Night People | Capitol Records S/T1308   |
| 1959       | Road Show (met Stan Kenton en The Four Freshmen)                                                                                        | Capitol Records ST1327    |
| 1960       | The Cool School | Capitol Records S/T1398   |
| 1960       | Something Cool (stereo versie) | Capitol Records SM 516    |
| 1960       | Off-Beat | Capitol Records S/T1498   |
| 1961       | Do-Re-Mi (met Bob Cooper) | Capitol Records S/T1586   |
| 1961       | This Time of Year | Capitol Records S/T1605   |
| 1962       | Big Band Specials | Capitol Records S/T1845   |
| 1962       | Best of June Christy | Capitol Records SM 11961  |
| 1963       | The Intimate Miss Christy | Capitol Records S/T1953   |
| 1965       | Something Broadway, Something Latin | Capitol Records S/T2410   |
| 1977       | Impromptu (met het Lou Levy Sextet) | Interplay Records IP 7710 |
| 1986       | A Lovely Way to Spend an Evening (transcripties - 6 van Stand By for Music radioshow, 1956; 8 van The Navy Swings radioshow, 1966)      | Jasmine Records JASM 2528 |
| 1986       | Uncollected June Christy with the Kentones (van Capitol Transcription sessies, 1946-1947)                                               | Hindsight SR 219          |
| 1987       | Uncollected June Christy Volume Two (transcripties - 12 van US Marine Corps radioshow, 1956; 2 van The Bob Crosby Show radioshow, 1956) | Hindsight SR 235          |

### Cd's
| Uitgekomen | Album                                                         | Label                 |
| ---------- | ------------------------------------------------------------- | --------------------- |
| 1995       | Day Dreams (compilatie, 1947–1955)                            | Capitol Records       |
| 1995       | Through the Years                                             | Hindsight             |
| 1995       | Spotlight on June Christy                                     | Capitol Records       |
| 1997       | The Jazz Sessions: The Best of June Christy                   | Capitol Records       |
| 1998       | June Christy with The Johnny Guarnieri Quintet                | Jasmine Records       |
| 1999       | Live at the Newport Jazz Festival with Stan Kenton, July 1972 | Jazz Band EBCD 2145-2 |
| 2002       | Cool Christy (compilatie, 1945–1951)                          | Proper Records Ltd    |
| 2012       | Something Cool - 101 Essential June Christy                   | AP Music Ltd          |

## Televisie-optredens
| Datum      | Serie                                           | Songs                                                                             |
| ---------- | ----------------------------------------------- | --------------------------------------------------------------------------------- |
| 1949       | Adventures in Jazz                              | onbekend                                                                          |
| 1949       | Art Ford Show                                   | onbekend                                                                          |
| 1949       | Eddie Condon's Floor Show                       | onbekend                                                                          |
| 1950       | The Alan Young Show                             | onbekend                                                                          |
| 1950       | Jack Carter Show                                | onbekend                                                                          |
| 29-9-1950  | Penthouse Party                                 | onbekend                                                                          |
| 12-1-1951  | Penthouse Party                                 | onbekend                                                                          |
| 7-3--1953  | The Jackie Gleason Show                         | onbekend                                                                          |
| 1955       | The Tonight Show with Steve Allen               | onbekend                                                                          |
| 3-9-1956   | Stars of Jazz                                   | onbekend                                                                          |
| 9-7-1957   | Nat King Cole Show                              | I Want to Be Happy, How High the Moon                                             |
| 30-12-1957 | Timex All Star Jazz                             | I Want to be Happy                                                                |
| 3-3-1958   | Stars of Jazz                                   | Get Happy, That’s All                                                             |
| 2-6-1958   | Stars of Jazz                                   | I Want to Be Happy, That’s All                                                    |
| 1-10-1959  | Playboy's Penthouse                             | How High the Moon, I Want to Be Happy, Something Cool                             |
| 23-11-1959 | The Steve Allen Plymouth Show                   | Midnight Sun, Medley met Steve en Mel                                             |
| 10-9-1962  | The Steve Allen Playhouse                       | onbekend                                                                          |
| 11-2-1963  | One O'Clock Show                                | onbekend                                                                          |
| 8-8-1963   | The Lively Ones                                 | I’ll Take Romance, Midnight Sun                                                   |
| 10-1-1964  | On Stage                                        | onbekend                                                                          |
| 24-2-1965  | The Mike Douglas Show                           | onbekend                                                                          |
| 2-6-1965   | Not Only But Also                               | You Came a Long Way From St. Louis, Just in Time, Remind Me, My Shining Hour      |
| 12-8-1965  | Mike Douglas Show                               | onbekend                                                                          |
| 8-11-1967  | The Joey Bishop Show                            | onbekend                                                                          |
| 20-2-1968  | Woody Woodbury Show                             | A Lovely Way to Spend an Evening, My Shining Hour, Midnight Sun (met Stan Kenton) |
| 30-6-1972  | The Dick Cavett Show                            | A Lovely Way to Spend an Evening, Remind Me, My Shining Hour                      |
| 1972       | Words & Music by Bobby Troup (with Stan Kenton) | The Meaning of the Blues, Hey Daddy, Lonely Girl                                  |
| 2-6-1975   | New Morning                                     | onbekend                                                                          |